# Indonesia Open (badminton) de 1991
O Indonesia Open de 1991 de badminton foi realizado em Bandung, de 10 a 14 de Julho de 1991. Foi a décima edição do torneio e a premiação foi de US$135,000.

## Resultados finais
| Categoria         | Campeões                          | Finalista                      | Placar             |
| ----------------- | --------------------------------- | ------------------------------ | ------------------ |
| Simples Masculino | Ardy Wiranata                     | Joko Suprianto                 | 15–7, 15–5         |
| Simples Feminino  | Susi Susanti                      | Lee Heung-soon                 | 11–8, 11–3         |
| Duplas Masculinas | Park Joo-bong & Kim Moon-soo      | Eddy Hartono & Rudy Gunawan    | 18–15, 15–13       |
| Duplas Femininas  | Chung Myung-hee & Hwang Hye-young | Chung Soo-young & Gil Young-ah | 14–18, 15–10, 15–9 |
| Duplas Mistas     | Thomas Lund & Pernille Dupont     | Aryono Miranat & Eliza         | 15–11, 15–9        |